# Kenichiro Isozaki
Kenichiro Isozaki (japanska: 磯崎憲一郎?, Isozaki Kenichirō), född den 28 februari 1965 i Abiko i Chiba prefektur, Japan är en japansk författare. 2009 tilldelades han det prestigefyllda Akutagawa-priset för Tsui no sumika (終の住処). Han var året innan nominerad till samma pris.
Isozaki läste vid Waseda universitet i Tokyo och arbetade sedan inom Mitsuigruppen, innan han strax för 40 års ålder blev författare.